# Boa Vista do Gurupi
Boa Vista do Gurupi é um município brasileiro do estado do Maranhão.

## História
Havia uma vila chamada Gurupi na qual há muitos anos atrás só existia mata.
Em 1962, um homem chamado Miguel de Paiva, natural do estado do Pará, chegou neste lugar habitado por poucas famílias. As casas eram de taipas e palhas, as pessoas sobreviviam da pesca e da caça. Com o passar dos anos esta vila foi se desenvolvendo e aumentando o número de habitantes, formados pela miscigenação do branco, negro e índio.
Também em 1962 chegou o padre Luciano que celebrou a 1º missa debaixo de uma mangueira, local onde foi construídas a Igreja Matriz e a casa paroquial, na qual ocorriam cursos de marcenaria, pintura, pedreiro e datilografia.

## Geografia
A área do município de Boa Vista do Gurupi é de 400,35 quilômetros quadrados, o que o coloca na posição 185 dentre as 217 cidades do estado do Maranhão.
Demografia
De acordo com o Censo Demográfico de 2022, a população do município de Boa Vista do Gurupi era de 7574 habitantes e a densidade demográfica era de 18,92 habitantes por quilômetro quadrado. Comparando-se com outros municípios do estado de Maranhão, ficava nas posições 189 e 119 de 217.
Economia
Em 2021, o PIB per capita do município de Boa Vista do Gurupi era de R$ 7.953,1. Comparando-se com outras cidades do estado do Maranhão, ficava na posição 155 de 217. Já o percentual de receitas externas em 2023 era de 93,83%, o que o colocava na posição 104 de 217 dentre as cidades do Estado.
| Salário médio mensal dos trabalhadores formais [2022]                                             | 2,0 salários mínimos |
| Pessoal ocupado [2022]                                                                            | 552 pessoas          |
| População ocupada [2022]                                                                          | 7,29 %               |
| Percentual da população com rendimento nominal mensal per capita de até 1/2 salário mínimo [2010] | 49,5 %               |

Fonte: IBGE
Educação
Em 2010, a taxa de escolarização de 6 a 14 anos de idade do município de Boa Vista do Gurupi era de 97,7%. Comparando-se com outros municípios do estado do Maranhão, ficava na posição 49 de 217. Já o Índice de Desenvolvimento da Educação Básica (IDEB), no ano de 2023, para os anos iniciais do ensino fundamental na rede pública era 4,5 e para os anos finais, 3,9.
| Taxa de escolarização de 6 a 14 anos de idade [2010]             | 97,7 %           |
| IDEB – Anos iniciais do ensino fundamental (Rede pública) [2023] | 4,5              |
| IDEB – Anos finais do ensino fundamental (Rede pública) [2023]   | 3,9              |
| Matrículas no ensino fundamental [2023]                          | 1.424 matrículas |
| Matrículas no ensino médio [2023]                                | 387 matrículas   |
| Docentes no ensino fundamental [2023]                            | 130 docentes     |
| Docentes no ensino médio [2023]                                  | 24 docentes      |
| Número de estabelecimentos de ensino fundamental [2023]          | 12 escolas       |
| Número de estabelecimentos de ensino médio [2023]                | 1 escolas        |

Fonte: IBGE
Meio Ambiente

O bioma predominante de Boa Vista do Gurupi é o amazônico. Em 2010, a cidade apresentava 4,6% de domicílios com esgotamento sanitária adequado, além de 68,4% de domicílios urbanos em vias públicas com arborização e 0% de domicílios urbanos em vias públicas com urbanização adequada.